# 麻豆糖廠
麻豆糖廠是一座位於台灣臺南市麻豆區南勢里的一座現代機械化的製糖工廠及設施群，於1910年成立，原設施隸屬於明治製糖株式會社。歸於園區所保存之辦公廳舍及相關歷史性意義，該園區現則指定為臺南市市定古蹟。
該廠區最初名稱為總爺製糖所，後曾一度更名改為麻佳總廠，麻豆糖廠等名稱，目前該糖廠園區及相關附屬設施則是以臺南市總爺藝文中心之名開放民眾參觀。

## 沿革

### 成立

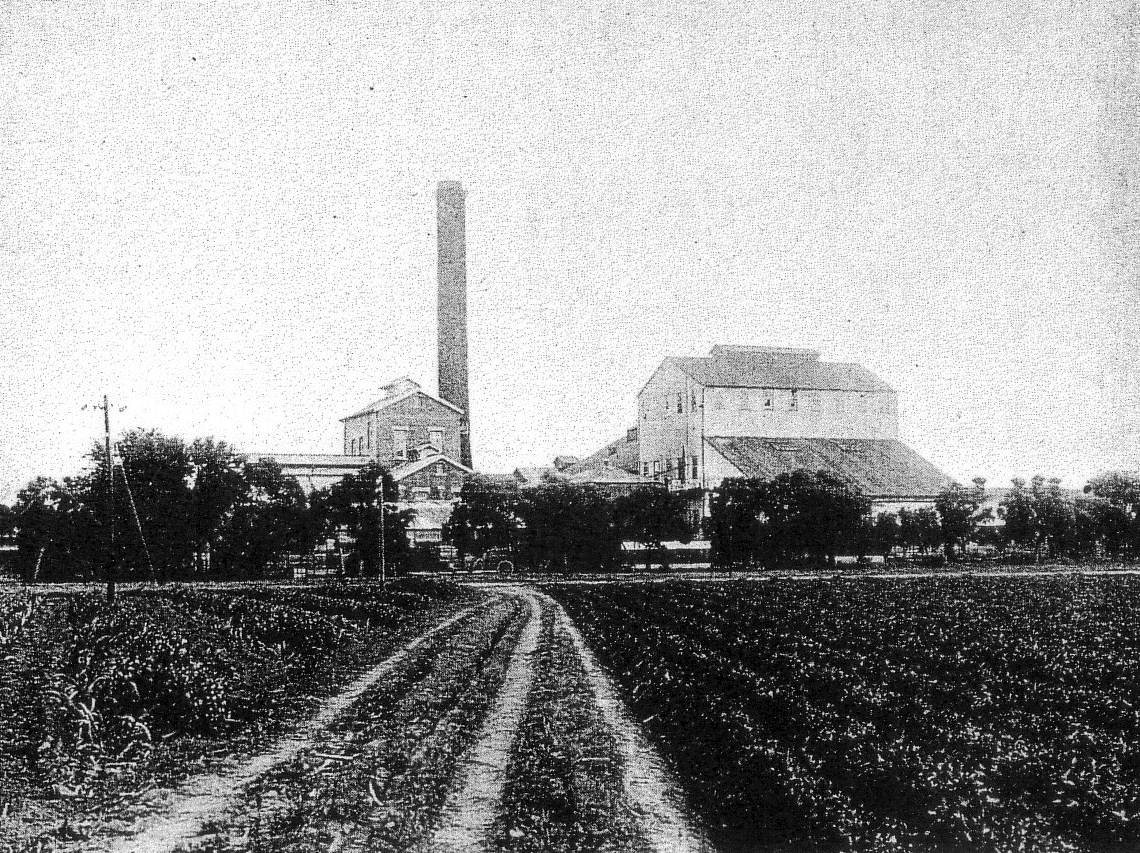
總爺製糖所

1904年，臺灣居民林波等人在蔴荳堡安藔庄成立蔴荳製糖株式會社，並在該地建立一座能夠壓榨60公噸甘蔗的糖廍。該製糖會社當初的資本額只有5萬圓，是南部製糖會社中最小規模的一家。1906年12月，由澀澤榮一等人發起，明治製糖以資本金500萬圓於鹽水港廳蔴荳支廳總爺成立，並延攬多位臺灣總督府官員前來任職。。
1907年，蔴荳製糖株式會社被併入明治製糖株式會社，並在隔年成立了蕭壠製糖所，1910年，考量到蕭壠製糖所的甘蔗壓榨能力已達上限，明治製糖於台南廳仔墘庄總爺規劃一座新式製糖工場，即總爺製糖所，並由技師安田昌進行規劃監督，最終該工廠及本社於1910年9月開工，並在1911年6月完成包括事務所（主辦公室）、修理工場、郵局、醫務所、俱樂部、宿舍等在內的76棟建築。製糖工場的基礎工程則於1911年4月進行了各種組裝工作，並於12月完成了蒸發室、結晶室、砂糖室、汽罐室、壓榨室等各種機械的組裝。1912年1月，總爺製糖所正式開始運營，生產製糖產品。每日壓榨甘蔗量為1,500公噸。

### 戰後
第二次世界大战結束後，總爺工廠由臺灣行政長官公署接收，成為台灣糖業公司的第三區分公司，並更名為總爺糖廠。然而，在太平洋戰爭期間，糖廠遭受了轟炸攻擊，製糖作業一度中斷，直到1947年才得以恢復。1950年，總爺糖廠實行總廠制，並改稱為總爺總廠，下轄玉井、車路墘、三崁店、總爺、灣裡、蕭壟糖廠。並在1958年與蕭壟糖廠合併，並更名為麻佳總廠。1967年改為大廠制，並轄有善化、麻佳、玉井、三崁店糖廠。
1974年後，麻佳總廠解散，兩個糖廠分別更名為麻豆糖廠和佳里糖廠，並交由新營總廠監督。1990年代，因製糖成本偏高考量而減少虧損，台糖採取關廠停產措施，麻豆糖廠的運作在1990年11月後正式停產關廠，其業務併入至善化糖廠。

### 轉型

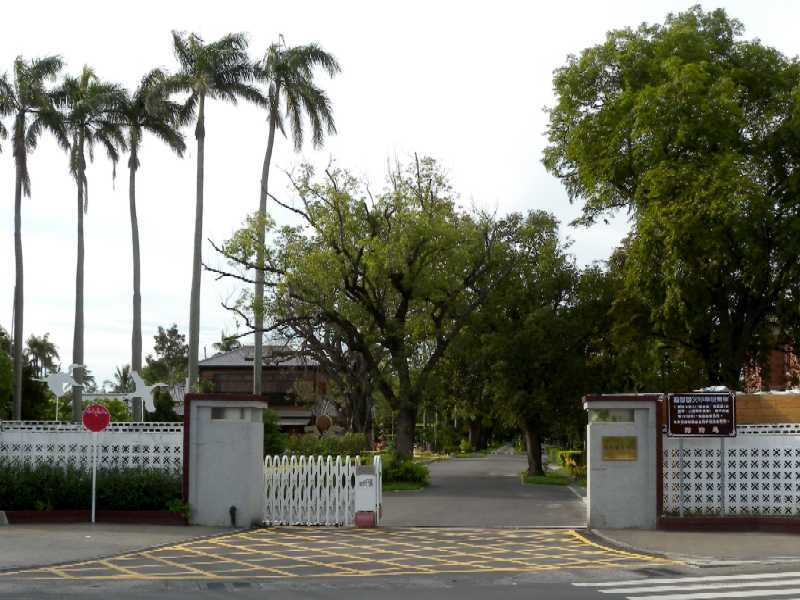
麻豆糖廠大門

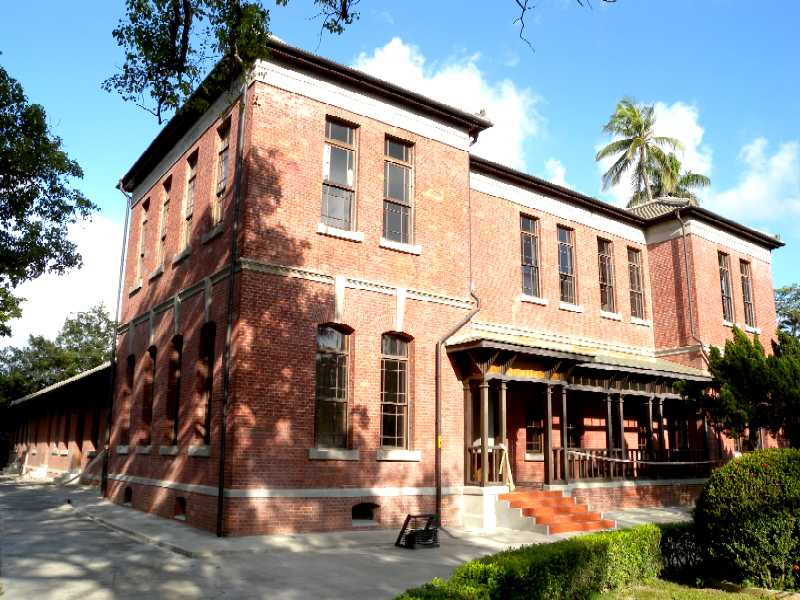
麻豆糖廠紅樓辦公室

1998年，由於廠房進行拆除工程，以及民國同年5月，台糖公司將麻豆總爺糖廠廠區土地標租公告，以「設定地上權五十年」的方式出租，以收取地租及開發權利金。當地的文史工作者和居民林傳山、楊禛褘、梁茂隆、許清保、郭俊欽等人組成「麻豆連線」積極向政府提出保留的訴求，將該份陳情書送至臺南縣政府，則獲建議朝申請古蹟編列的方案進行保存行動。
1999年11月19日，臺南縣政府正式宣布總爺紅樓辦公室、廠長宿舍、招待所、紅磚員工餐廳、日式庭園，以及百年樟樹群為編列為三級古蹟（今為市定古蹟）。昔日載運甘蔗的老火車頭和糖廍榨石也在保存的名單。
隨著古蹟活化再生的觀念逐漸受到重視，1999年，文建會主委陳郁秀推動「閒置空間再利用」、「地方文化會館」計畫，並自6月與文史工作者座談，提議總爺糖廠列為閒置空間再利用的申請遞交，隔天，立委羅文嘉親自到總爺糖廠現勘，指示文化局長葉佳雄提出擬出總爺藝文特區再利用計畫，並在獲得文建會甄選通過後獲得補助。2000年，台糖提請行政訴訟，反對園區部分建築指定為古蹟。後確認台糖無意願共同開發下，2001年，臺南縣政府與台糖租借三公頃多的土地，包括古蹟區和閒置空間，於同年11月4日正式掛牌營運「南瀛總爺藝文中心」，並委託成大研究基金發展會進行糖廠閒置區域調查修復計畫及總體規劃案，在園區成立初期則執行藝術家進駐計劃，除策劃藝文展演、文化展覽，同時也常態經營多項研習教育課程、講座、工作坊、室內外演出活動。
2005年，臺南縣政府繼續向台糖簽訂租借契約，並在同年達成共識，將古蹟地上物所有權轉移為臺南縣政府管理，並自006年起開始對園區歷史建築進行修繕工程。
2022年，文化部及臺南市政府於麻豆總爺藝文中心成立「台灣文學國家園區推動委員會」辦公室，預定地為麻豆糖廠閒置土地及倉庫。

## 園區配置
麻豆糖廠佔地37公頃，其中農地有20公頃，辦公區8公頃，工廠基地有9公頃，其廠區整體空間大體維持日治時期的規劃格局，並保存包括紅樓、招待所、廠長宿舍及附屬設施。原工廠群在拆除後則劃為綠地使用。目前園區共有4座建築或附屬設施具有文化資產身份。並在每半年進行一次古蹟管理維護計畫，主要內容包括對屋架、木柱以及木樑進行檢查。
根據市道171號劃分，麻豆糖廠可分為南、北廠區，北廠區為今總爺藝文中心範圍，南廠區則為倉庫、製糖工場、臺糖鐵路之範圍。

### 北廠區
北廠區為麻豆糖廠主要的行政區域，因此設立了多個公共機關作為提供人員辦公的使用空間，其中設有一排筆直的椰林大道作為園區的主要道路。該園區原設有多間日式宿舍群，然而今已不存，相關公共設施僅存戰後興建的中山堂及臺南縣麻豆鎮總爺國民小學（現已廢校，原總爺社），以及次森林區。

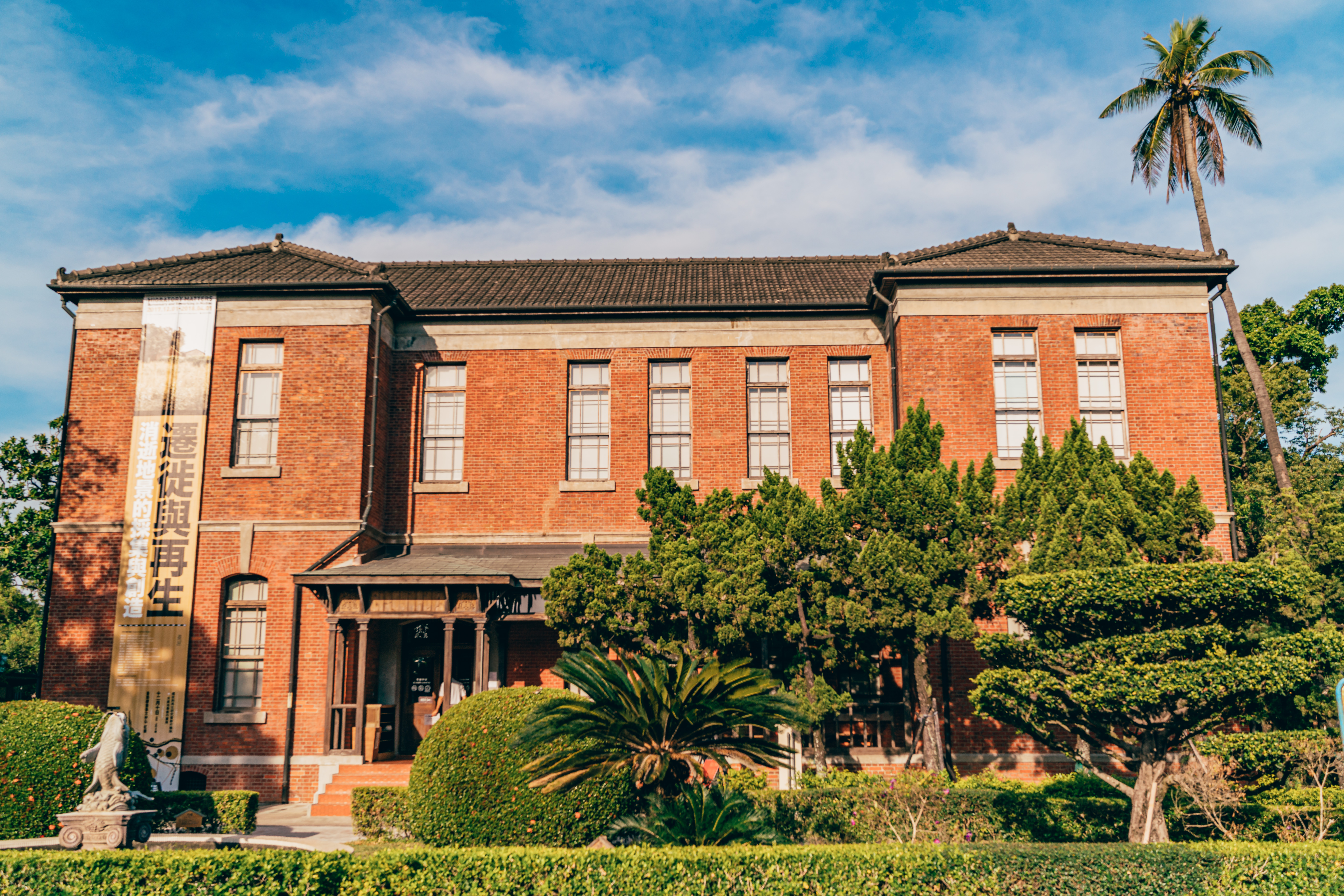
事務所「紅樓」
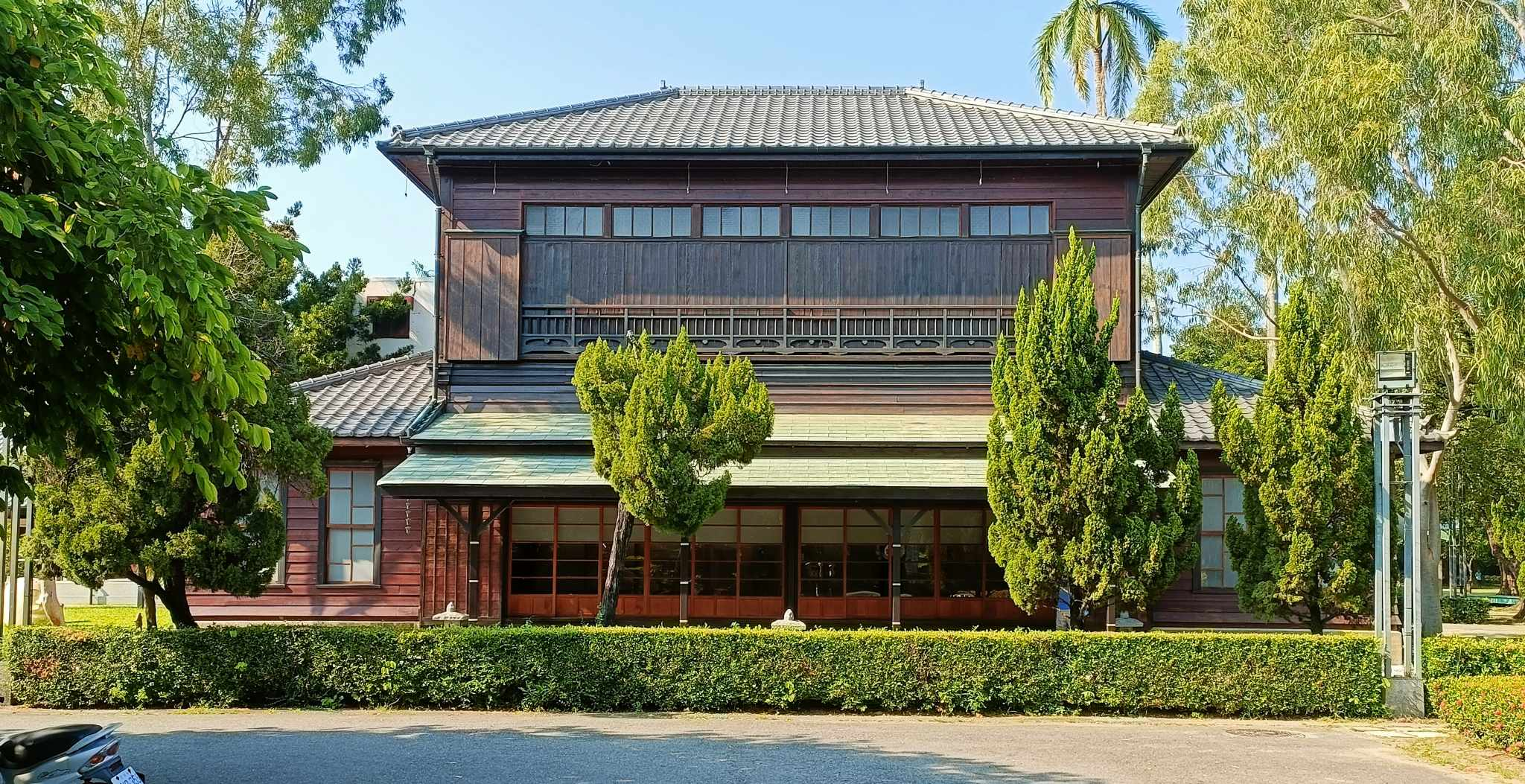
招待所
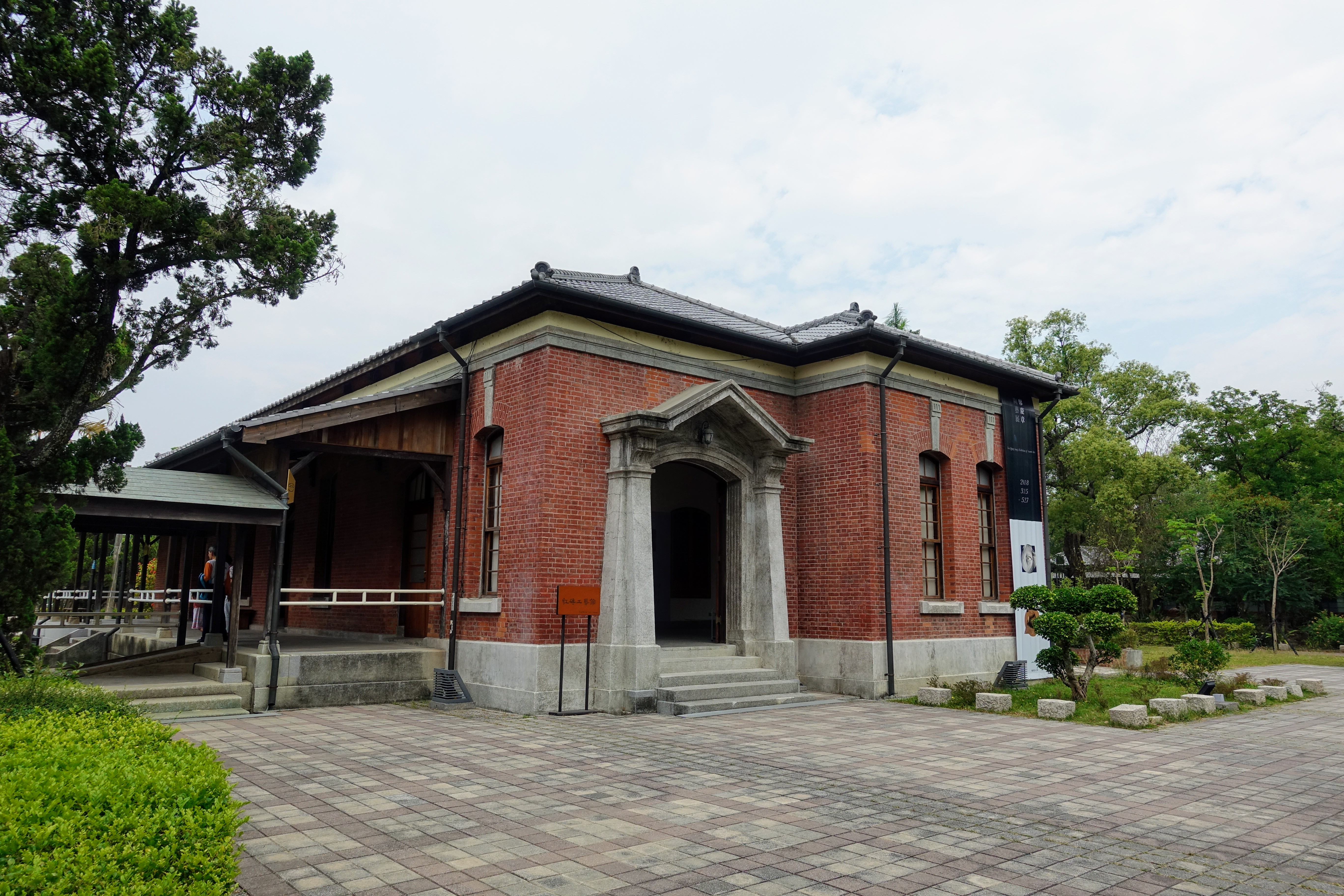
餐廳，今為紅磚工藝館
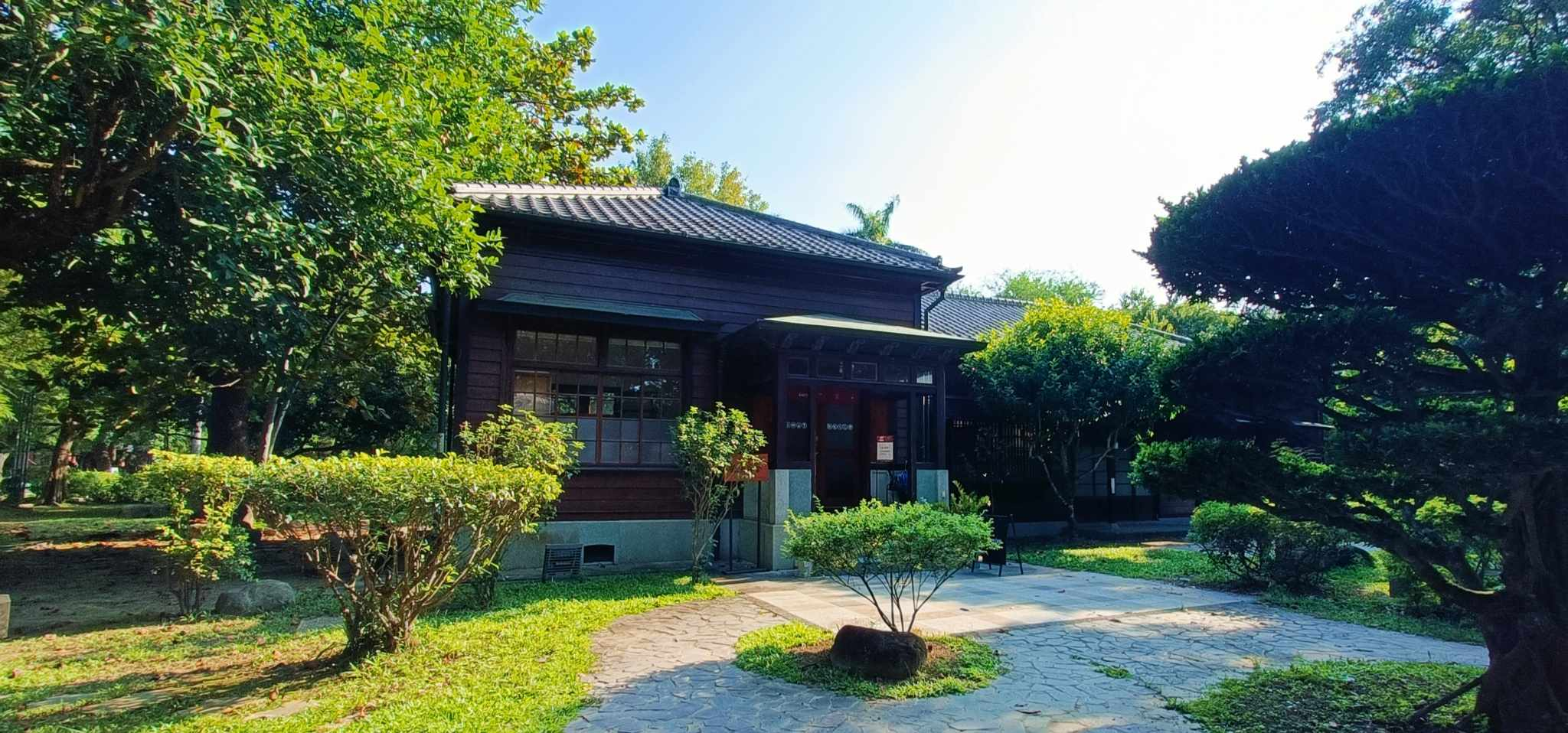
社長宿舍

#### 事務所
事務所暱稱「紅樓」，該建築於1911年4月完工，原本是明治製糖株式會社的總社辦公室使用，面向園區主道路及主廣場處，建築分為西側的二層樓和東側的一層樓結構，屋身主要採用磚構造，而屋架則是以木構造為主。整體建築的造型設計呈現擬洋風建築的風格。建築的平面主體呈長方形，正面的長度約為22.2公尺，深度約為49.9公尺（南向和北向）。而正面的屋簷高度達到9.1公尺，主要的入口位於西側。東側的外牆朝向南側和北側均設有高比例的窗戶，以提供通風和採光。
在立面部分，樓層窗戶開口的上緣中央還裝飾有拱心石，以及屋樑椼架以及小露臺欄架而強化立面的層次變化，室內則具有木造樓板、八角裝飾扶手梯等特殊裝飾。建築的入口處配置有廊道，並且設有遮雨棚，室內樓梯則位於入口處走廊上。
在完工後，該建築歷經多次增建，在戰後仍作為辦公廳舍使用，在2008年2月完成了修復工程後，目前紅樓作為藝文展覽空間使用。

#### 招待所
招待所原本是員工俱樂部，結構主體屬於京町家日式木構造系統，而附屬的衛浴空間除了建築物的西側北邊的二層樓增建浴廁屬於RC框架磚牆構造外，其餘的增建部分則屬於磚構造。
該建築的二樓屋頂主要部分採用中柱式的四坡水屋頂構架，再加上樓梯間部分從四坡水屋頂的主屋頂延伸出的三坡水屋頂，使得屋頂的造型既簡單又具有變化。而一樓南側的單斜鋼板屋簷是後來增建的部分。室內部分，牆體主要由木摺灰磚牆和編竹夾灰磚牆組成，而二樓的室內牆體則主要由編竹夾灰磚牆組成。
該建築於2007年10月修復完成。期間因拆卸和檢視建築物時發現大部分的牆體無法保留和再利用，因而以新建木摺灰磚牆和編竹夾灰磚形式進行恢復工作，目前建築作為展覽空間使用，並設有臺南糖業發展過程常設展。

#### 紅磚餐廳
紅磚餐廳為西式古典風格建築，為是昔日供員工用餐之設施使用，該建築主體結構以磚為材料，共一層樓高，其屋頂結構則採用木構造。整座建築平面呈長方形，內部空間分為東側的貴賓餐廳區和西側的員工餐廳區，屋簷高度為4.9公尺。為了獲得最佳的採光和通風效果，建築的南側和北側牆壁都設有高比率的開口。此外，建築的外牆主分佈在西側和南側。
其中，正門具有仿巴洛克風格門飾，並配備白色門飾。餐廳的地板以磨石子工法鋪設，西側和南側有寬廣的雨棚廊道，該建築於2008年5月修復完成，今日作為紅磚工藝館使用。

#### 社長宿舍
社長宿舍為單層日式木造建築，其結構系統呈現三個架構單元的組合，包括中間的較大屋架區、東側的中屋架區，以及西側的小屋架區。屋頂的設計由三個單元的四坡水型屋頂組成，其中大屋架位於中央位置，東側緊鄰中屋架，而西南角則與小屋架區部分有所交疊。室內則以和室設計為主，利用可移動的拉窗和隔扇以改變空間布局，並調節光線的進入。該宿舍周圍擁有一個約一千多坪的庭院，北側設有歐式庭園，南側則有日本庭園。
在修復完成後，此建築則委外，交由民間業者經營咖啡廳。

#### 防空洞
二戰期間，為提供空襲防禦，園區成設置多棟防空壕並保存至當代，2013年，臺南市政府曾邀請多位藝術家完成「總爺防空洞藝術計畫」對於防空洞進行活化。

### 南廠區
南廠區原為製糖工廠所在區域，在1998年拆除後今僅存少數倉庫群，倉庫區及部分土地因不屬於政府向台糖所承租範圍內，因此該區域的土地仍屬閒置區域。台灣糖業股份有限公司原在麻豆糖廠及佳里糖廠設立之經營輕便鐵路隆田線總爺站即設立在此區域。該鐵道今已拆除而不存。

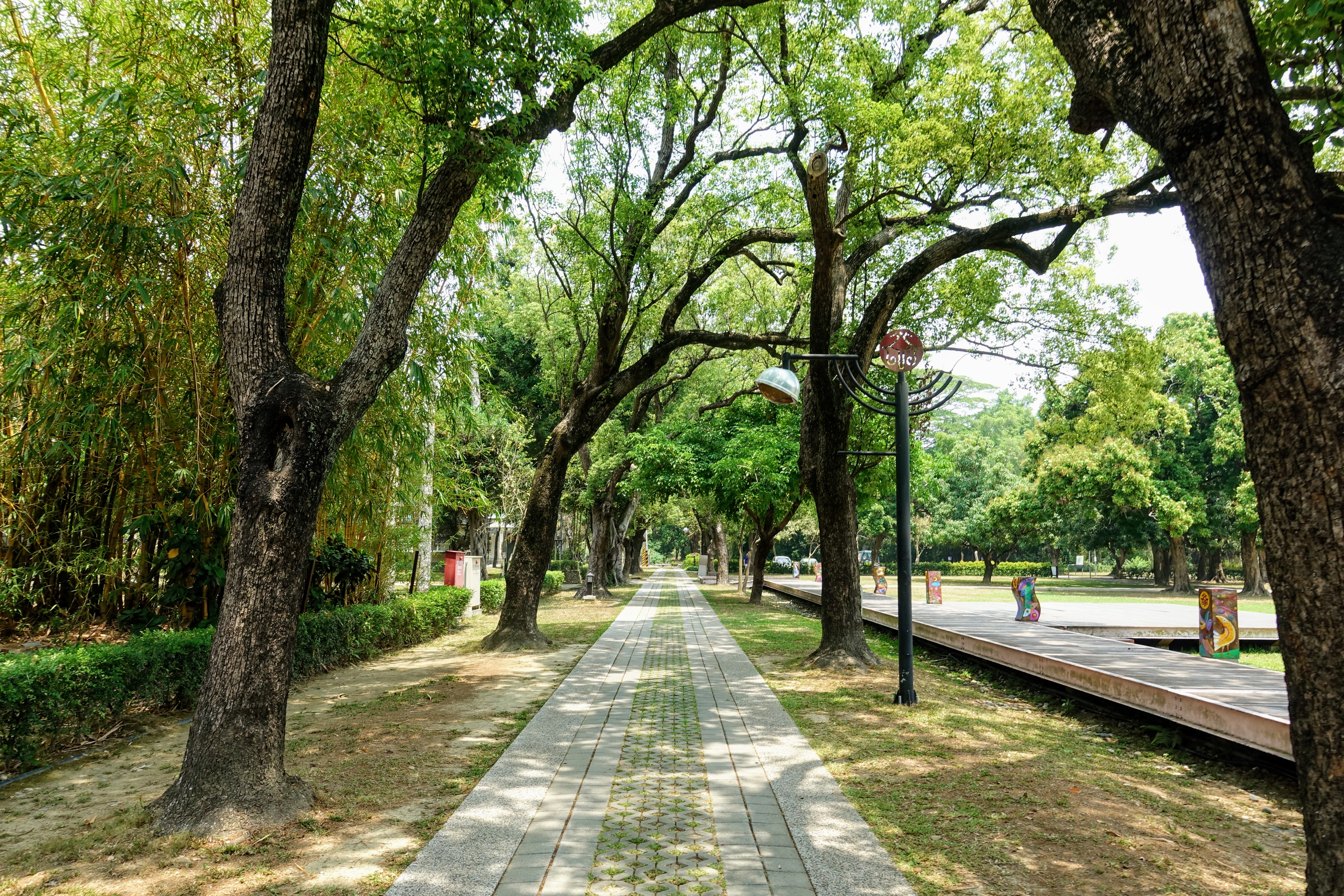
綠蔭大道
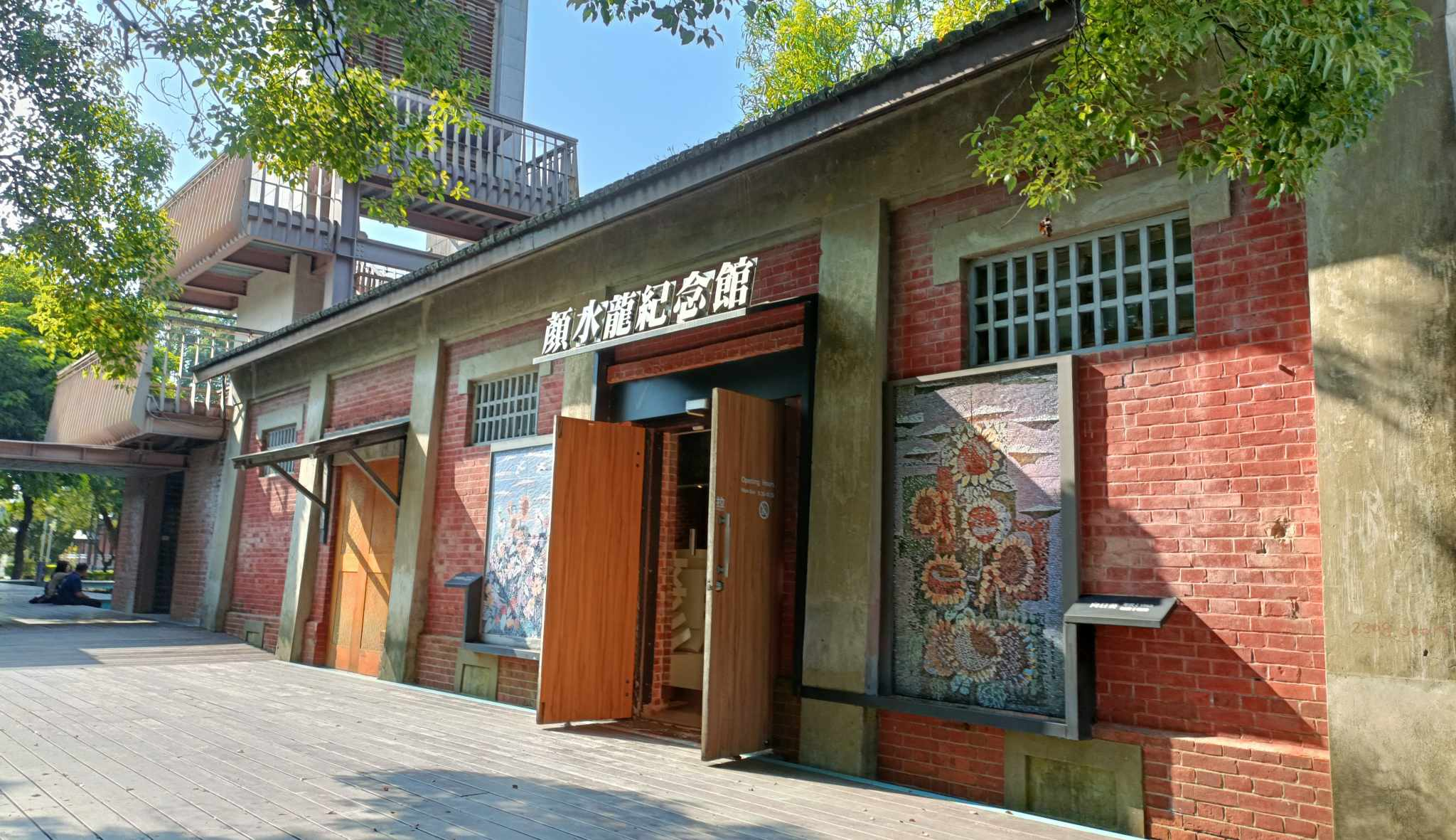
顏水龍紀念館
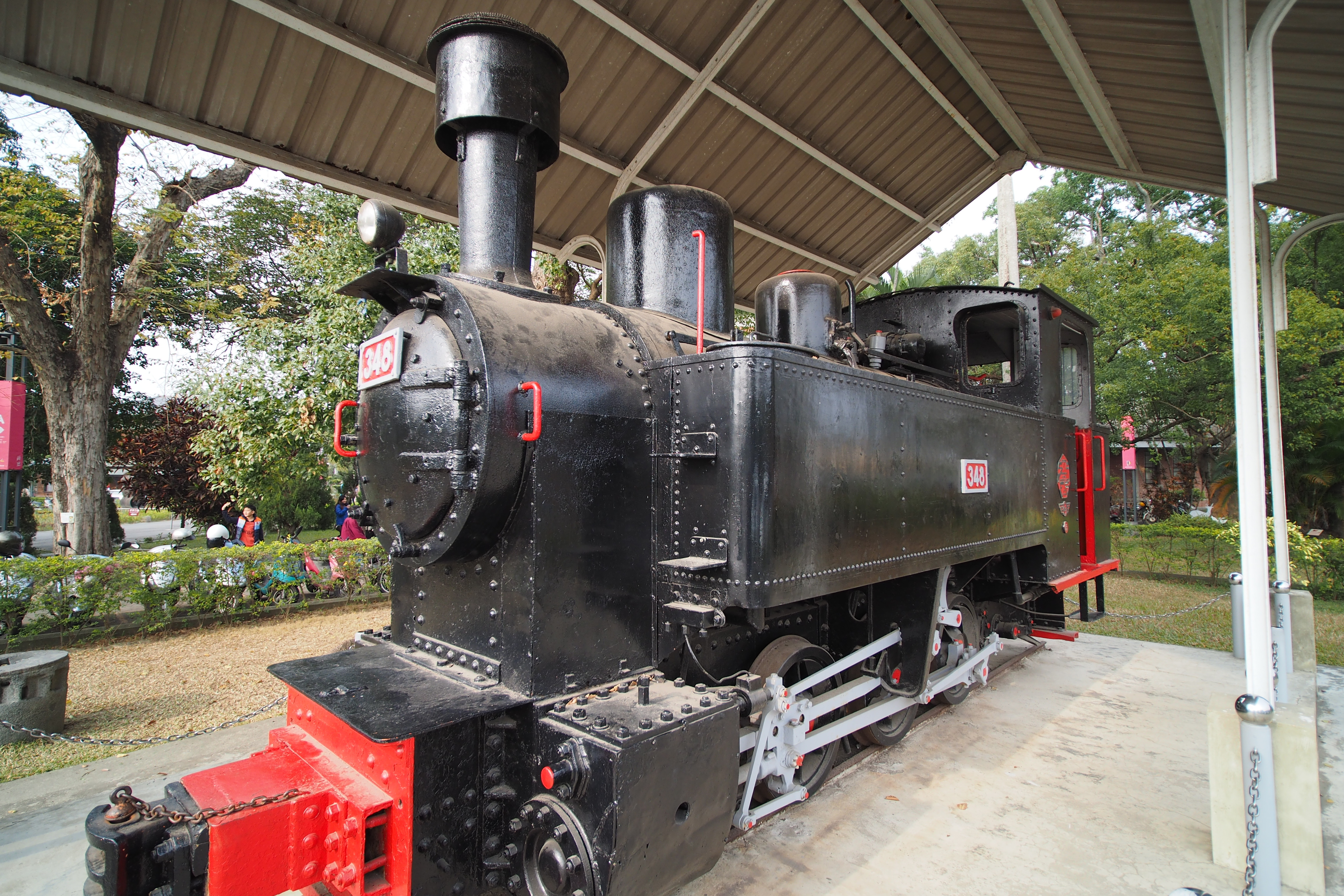
園區展示的台糖SL348蒸汽機車
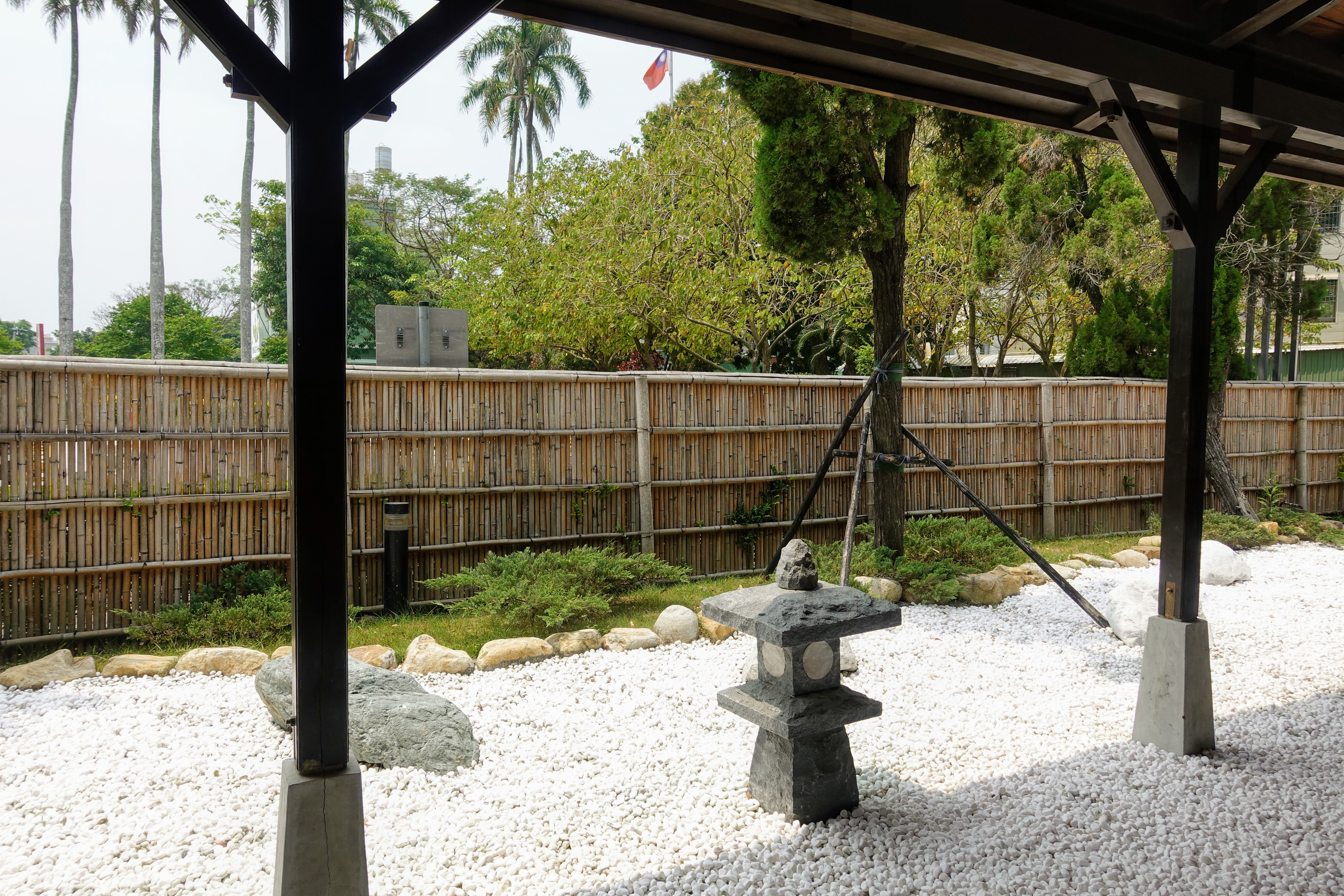
招待所日式庭院

### 紀念館

#### 倒風內海故事館
2006年，麻豆糖廠鄰近處之麻豆水堀頭遺址經過審議被指定為考古遺址，同時規劃為「麻豆水堀頭古港暨水堀頭史蹟文化園區」，在清理原鳳池周遭之古碼頭區域，並進行古航道區地層探勘後，該園區於2008年6月開幕。

#### 顏水龍紀念館
顏水龍紀念館於2006年12月23日開幕，館舍原為昔日糖廠保健室，經修建後改立地方常設館，主要展示顏水龍的生平介紹、畫作、手工藝品和生活器具。

#### 文夏故事館
2023年，臺南市文化局獲得文化部補助，以2,000萬元將麻豆總爺藝文中心創藝工坊改建為文夏故事館，該館舍於5月20日開幕，共規劃成七大主題展覽。

## 交通
- 大台南公車

| 編號         | 路線                                           | 停靠站     |
| ------------ | ---------------------------------------------- | ---------- |
| 橘10         | 大地莊園－麻豆轉運站－隆田火車站－台南藝術大學 | 總爺糖廠站 |
| 橘10區間車-1 | 大地莊園－麻豆轉運站－隆田火車站               | 總爺糖廠站 |
| 橘10區間車-2 | 大地莊園－麻豆轉運站－隆田火車站－六甲         | 總爺糖廠站 |
| 橘10-1       | 麻豆轉運站－隆田車站－拔林火車站－勞動力發展署 | 總爺糖廠站 |

## 相關連結
- 隆田線
- 佳里糖廠
- 新營糖廠
- 善化糖廠
- 仁德糖廠

## 外部連結
- 麻豆糖廠 - 台灣製糖工廠百年文史地圖 （页面存档备份，存于）
- 台糖全球中文入口網-製糖工場 （页面存档备份，存于）
- 台糖粉絲團的Facebook專頁
- 南瀛總爺藝文中心 （页面存档备份，存于）
- 南瀛總爺藝文中心的Facebook專頁
- 麻豆總爺糖廠——文化部文化資產局 （页面存档备份，存于）